# جوك آيرد
جوك آيرد (بالإنجليزية: Jock Aird)‏ مواليد 18 ديسمبر 1926 في اسكتلندا، هو لاعب كرة قدم اسكتلندي دولي سابق كان يلعب كمدافع. سبق له أن لعب في كأس العالم لكرة القدم مع منتخب بلاده.

## المسيرة الاحترافية

### أندية لعب لها
- نادي بيرنلي

## روابط خارجية
- جوك آيرد على موقع الاتحاد الدولي (مؤرشف)  (الإنجليزية)
- جوك آيرد على موقع قاعدة بيانات كرة القدم.إي يو (الإنجليزية)
- جوك آيرد على موقع بيانات كرة القدم. دي إي (الألمانية)
- جوك آيرد على موقع ناشيونال فوتبول تيمز (الإنجليزية)
- جوك آيرد على موقع Soccerway.com (الإنجليزية)
- جوك آيرد على موقع عالم كرة القدم.نت (الإنجليزية)